# Campeonato Brasileiro de Futebol Feminino
O Campeonato Brasileiro Feminino Série A1, também conhecido como Brasileirão Feminino, e Brasileirão Feminino Neoenergia por razões de patrocínio, é a principal divisão do sistema de ligas do futebol feminino no Brasil, criado na temporada 2013 pela Confederação Brasileira de Futebol (CBF). É disputado por dezesseis clubes em um sistema de promoção e despromoção com a Série A2. 
Para a edição de 2023, o país ocupava a 1.º posição no ranking histórico da CONMEBOL. Dessa forma, ambas as equipes finalistas da competição nacional classificam-se para a CONMEBOL Libertadores Feminina.
O atual campeão nacional é o Sport Club Corinthians Paulista, após conquistar seu sexto título na temporada de 2024.

## História

### Proibição e era LINAF
A  proibição da prática do futebol por mulheres no Brasil teve origem com o decreto-lei 3199 de 14 de abril de 1941, na ditadura Estado Novo. A proibição só veio a ser derrubada em 1979 ainda na ditadura militar. Com enfraquecimento do poder militar e o movimento das Diretas Já, a Liga Nacional de Futebol (LINAF) introduziu os primeiros campeonatos nacionais de futebol feminino.
Entre 1983 e 1989, a Taça Brasil de Futebol Feminino consagrou o Radar o primeiro campeão nacional de futebol feminino, e sendo também hexacampeão consecutivo entre 1983 e 1988, batendo equipes consagradas do futebol masculino nas finais como Atlético Mineiro e Internacional. Logo o campeonato mudaria de nome, passando a se chamar Torneio Nacional entre os anos 1990 e 1991. Ainda em 1991, um segundo campeonato nacional também foi disputado, o Torneio de Futebol Feminino.

### Era CBF
Após um ano de 1992 sem competições disputadas, a Confederação Brasileira de Futebol assume a organização do torneio em 1993, que passa a se chamar Taça Brasil de Clubes, sendo conquistada pelo Vasco da Gama.
Em 1994, outra mudança de nome, agora Campeonato Nacional Brasileiro de Futebol Feminino. Tal como ocorreu com o Brasileirão masculino em 1971, após a CBF assumir a administração da competição, as competições anteriores passaram por um processo de relativização sobre sua relevância. A competição ocorreu até 2001, sendo cancelada na edição de 1995.

### Hiato de 2002 a 2005
Durante os quatro anos seguintes, nenhum campeonato nacional foi disputado, à exceção feita do Quadrangular de 2003 que contava com a participação da Seleção Brasileira Universitária, o Santos, o Saad, e o CFZ.

### Retorno da LINAF e a Liga Nacional
Em 2006, após a saída da CBF, a LINAF retorna a criação do torneio nacional em parceria com a Federação Paulista de Futebol Amador (FPFA), a competição se chamaria Liga Nacional. O torneio foi disputado em Jaguariúna, estado de São Paulo, em seu primeiro ano, sendo vencido pelo Botucatu, e em várias cidades do estado do Rio de Janeiro em 2007, ano em que as Sereias da Vila sagraram-se campeãs comandadas por Kleiton Lima.

### Retorno da CBF e divisão entre Campeonato e Copa
Em 2007, a CBF criou a Copa do Brasil de Futebol Feminino, um torneio no formato de copa nacional tal qual a Copa do Brasil de Futebol. E em 2013 a Confederação Brasileira de Futebol, em parceria com a Caixa Econômica Federal, organizou a primeira edição do Campeonato Brasileiro, com a participação das 20 melhores equipes do Ranking da CBF de Futebol Feminino. O agora oficial Campeonato Brasileiro de Futebol Feminino, com uma curta temporada de três meses inicialmente. Em 2015, as equipes que atingiram as fases de mata-mata receberam um apoio financeiro de cerca de R$ 10.000,00 para uma rodada em casa e fora, além do custo de transporte aéreo ou rodoviário pago.
Em 2017, a Confederação Brasileira de Futebol alterou a fórmula de disputa da competição, tendo reduzido a 1ª divisão de 20 para 16 times e criado a Série A2, também com 16 equipes. A ampliação no Campeonato Brasileiro foi acompanhada pelo cancelamento da Copa do Brasil de Futebol Feminino.
Em 2019, a Band adquiriu os direitos de transmissão da CBF. Em novembro de 2020, a ESPN Brasil passou a transmitir a competição. Em 2021 o canal esportivo do Desimpedidos transmitiu as partidas do campeonato no YouTube e o canal SporTV transmitiu as partidas na Tv Fechada . Em 2023, o Grupo Globo adquiriu os direitos de transmissão do torneio, mas com a TV Globo realizando a cobertura a partir das quartas de final.
Historicamente, os times paulistas dominam a disputa, tendo vencido 9 das 10 edições já realizadas (com 5 times campeões: Centro Olímpico, Corinthians, Ferroviária, Rio Preto e Santos). Além disso, os times paulistas também são responsáveis por todos os títulos do Brasil na Copa Libertadores da América de Futebol Feminino (com 5 times campeões: Audax, Corinthians, Ferroviária, Santos , São José-SP e Palmeiras) . Curiosamente, Audax e São José-SP são campeões continentais, mas nunca venceram o Campeonato Brasileiro (tendo se classificado para a Libertadores ao vencer a extinta Copa do Brasil de Futebol Feminino).
Em maio de 2021, foi anunciado a criação da Série A3, com 32 clubes.

## Acesso à CONMEBOL Libertadores Feminina
O acesso à CONMEBOL Libertadores Feminina é feito tendo por base a posição do país no ranking histórico da CONMEBOL. Devido o Brasil ocupar o 1º lugar no ranking da temporada 2023, ambos os finalistas da competição nacional tem acesso à competição internacional.

### Ranking da CONMEBOL
Atualizado em 21 de outubro de 2023
| Pos. | Associação | Pont. |
| ---- | ---------- | ----- |
| 1    | Brasil     | 260   |
| 2    | Chile      | 148   |
| 3    | Colombia   | 145   |
| 4    | Paraguai   | 115   |
| 5    | Argentina  | 105   |
| 6    | Venezuela  | 79    |
| 7    | Equador    | 66    |
| 8    | Uruguai    | 53    |
| 9    | Bolívia    | 40    |
| 10   | Peru       | 38    |

| 2020 | 2021 | 2022 | 2023 |
| ---- | ---- | ---- | ---- |
| 1º   | 1º   | 1º   | 1º   |

## Temporada 2024

### Clubes
| Clube               | Cidade            | Estado            | Estádio                    | Lotação |
| ------------------- | ----------------- | ----------------- | -------------------------- | ------- |
| América Mineiro     | Belo Horizonte    | Minas Gerais      | Alterosas                  | 2 000   |
| Atlético Mineiro    | Belo Horizonte    | Minas Gerais      | Alterosas                  | 2 000   |
| Avaí/Kindermann     | Caçador           | Santa Catarina    | Carlos Alberto Costa Neves | 6 500   |
| Botafogo            | Rio de Janeiro    | Rio de Janeiro    | Nilton Santos              | 44 000  |
| Corinthians         | São Paulo         | São Paulo         | Parque São Jorge           | 16 000  |
| Cruzeiro            | Belo Horizonte    | Minas Gerais      | Estádio das Alterosas      | 2 000   |
| Ferroviária         | Araraquara        | São Paulo         | Fonte Luminosa             | 20 950  |
| Flamengo            | Rio de Janeiro    | Rio de Janeiro    | Luso-Brasileiro            | 5 500   |
| Fluminense          | Rio de Janeiro    | Rio de Janeiro    | Laranjeiras                | 8 000   |
| Grêmio              | Porto Alegre      | Rio Grande do Sul | Vieirão                    | 4 700   |
| Internacional       | Porto Alegre      | Rio Grande do Sul | SESC Campestre             | 2 800   |
| Palmeiras           | São Paulo         | São Paulo         | Allianz Parque             | 43 713  |
| Real Brasília       | Brasília          | Distrito Federal  | Defelê                     | 1 500   |
| Red Bull Bragantino | Bragança Paulista | São Paulo         | Nabi Abi Chedid            | 15 010  |
| Santos              | Santos            | São Paulo         | Vila Belmiro               | 16 068  |
| São Paulo           | São Paulo         | São Paulo         | Marcelo Portugal           | 1 500   |

### Federações
| Estado            | Nº Clubes | Clubes                                                                |
| ----------------- | --------- | --------------------------------------------------------------------- |
| São Paulo         | 6         | Corinthians, Ferroviária, Palmeiras, RB Bragantino, Santos, São Paulo |
| Minas Gerais      | 3         | América MG, Atlético Mineiro, Cruzeiro                                |
| Rio de Janeiro    | 3         | Botafogo, Flamengo, Fluminense                                        |
| Rio Grande do Sul | 2         | Grêmio, Internacional                                                 |
| Distrito Federal  | 1         | Real Brasília                                                         |
| Santa Catarina    | 1         | Avaí/Kindermann                                                       |

## Participações
Ver também: Lista de Participações no Campeonato Brasileiro de Futebol Feminino
Um total de 50 clubes já participaram do Campeonato Brasileiro desde a sua primeira edição, em 2013. A tabela a seguir apresenta os clubes que mais participaram dos torneios que compõe o Campeonato Brasileiro de Futebol Feminino desde 2013 a 2025. Os clubes em negrito indicam as equipes que jogaram o Brasileirão de 2025.
| Clubes              | Temporadas (2013-2025) | Melhor campanha                               | Estreia | Última | R |
| ------------------- | ---------------------- | --------------------------------------------- | ------- | ------ | - |
| Ferroviária         | 12                     | Campeão (2014 e 2019)                         | 2014    | 2025   | – |
| Flamengo            | 11                     | Campeão (2016)                                | 2015    | 2025   | – |
| Kindermann          | 11                     | Vice-campeão (2014 e 2020)                    | 2013    | 2024   | 1 |
| Corinthians         | 10                     | Campeão (2018, 2020, 2021, 2022, 2023 e 2024) | 2016    | 2025   | – |
| Santos              | 10                     | Campeão (2017)                                | 2015    | 2024   | 1 |
| São José-SP         | 10                     | Vice-campeão (2013 e 2015)                    | 2013    | 2022   | 1 |
| Iranduba            | 8                      | 4º colocado (2017)                            | 2013    | 2020   | 1 |
| Foz Cataratas       | 7                      | 3º colocado (2013)                            | 2013    | 2019   | 1 |
| Grêmio              | 7                      | 6º colocado (2024)                            | 2017    | 2025   | 1 |
| Internacional       | 7                      | Vice-campeão (2022)                           | 2019    | 2025   | – |
| São Francisco EC    | 7                      | 6º colocado (2013)                            | 2013    | 2019   | 1 |
| Vitória das Tabocas | 7                      | 5º colocado (2013)                            | 2013    | 2019   | 1 |
| Cruzeiro            | 6                      | 5º colocado (2024)                            | 2020    | 2025   | – |
| Palmeiras           | 6                      | Vice-campeão (2021)                           | 2020    | 2025   | – |
| São Paulo           | 6                      | Vice-campeão (2024)                           | 2020    | 2025   | – |
| Pinheirense         | 5                      | 6º colocado (2014)                            | 2013    | 2018   | 1 |
| Real Brasília       | 5                      | 5º colocado (2022)                            | 2021    | 2025   | – |
| Rio Preto           | 5                      | Campeão (2015)                                | 2013    | 2018   | – |
| Sport               | 5                      | 9º colocado (2017)                            | 2014    | 2025   | 1 |
| América Mineiro     | 4                      | 7º colocado (2015)                            | 2015    | 2025   | – |
| Audax               | 4                      | 7º colocado (2017 e 2019)                     | 2017    | 2020   | 1 |
| Bahia               | 4                      | 13º colocado (2014 e 2023)                    | 2014    | 2025   | 2 |
| Caucaia             | 4                      | 8º colocado (2014)                            | 2013    | 2016   | 1 |
| Centro Olímpico     | 4                      | Campeão (2013)                                | 2013    | 2016   | 1 |
| Duque de Caxias     | 4                      | 5º colocado (2014)                            | 2013    | 2016   | 1 |
| Ponte Preta         | 4                      | 8º colocado (2018)                            | 2017    | 2020   | 1 |
| Portuguesa          | 4                      | 10º colocado (2014 e 2015)                    | 2014    | 2018   | 1 |
| Viana               | 4                      | 14º colocado (2014 e 2016)                    | 2013    | 2016   | 1 |

## Campeões
| Ano           | Final           | Final                   | Final         | Semifinalistas  | Semifinalistas |
| Ano           | Campeão         | Placares                | Vice          | Terceiro lugar  | Quarto lugar   |
| ------------- | --------------- | ----------------------- | ------------- | --------------- | -------------- |
| 2013 Detalhes | Centro Olímpico | 2 – 2 2 – 1             | São José-SP   | Foz Cataratas   | Rio Preto      |
| 2014 Detalhes | Ferroviária     | 3 – 0 5 – 3             | Kindermann    | Centro Olímpico | Botafogo       |
| 2015 Detalhes | Rio Preto       | 1 – 0 1 – 1             | São José-SP   | Centro Olímpico | Tiradentes-PI  |
| 2016 Detalhes | Flamengo        | 0 – 1 2 – 1             | Rio Preto     | Ferroviária     | São José-SP    |
| 2017 Detalhes | Santos          | 2 – 0 1 – 0             | Corinthians   | Rio Preto       | Iranduba       |
| 2018 Detalhes | Corinthians     | 1 – 0 4 – 0             | Rio Preto     | Flamengo        | Ferroviária    |
| 2019 Detalhes | Ferroviária     | 1 – 1 0 – 0 4 – 2 (pen) | Corinthians   | Kindermann      | Flamengo       |
| 2020 Detalhes | Corinthians     | 0 – 0 4 – 2             | Kindermann    | São Paulo       | Palmeiras      |
| 2021 Detalhes | Corinthians     | 1 – 0 3 – 1             | Palmeiras     | Ferroviária     | Internacional  |
| 2022 Detalhes | Corinthians     | 1 – 1 4 – 1             | Internacional | Palmeiras       | São Paulo      |
| 2023 Detalhes | Corinthians     | 0 – 0 2 – 1             | Ferroviária   | Santos          | São Paulo      |
| 2024 Detalhes | Corinthians     | 3 – 1 2 – 0             | São Paulo     | Ferroviária     | Palmeiras      |

| Clube           | Títulos                                 | Vices           | Terceiro lugar        | Quarto lugar    | Total de vezes (top 4) |
| --------------- | --------------------------------------- | --------------- | --------------------- | --------------- | ---------------------- |
| Corinthians     | 6 (2018, 2020, 2021, 2022, 2023 e 2024) | 2 (2017 e 2019) | —                     | —               | 8                      |
| Ferroviária     | 2 (2014 e 2019)                         | 1 (2023)        | 3 (2016, 2021 e 2024) | 1 (2018)        | 7                      |
| Rio Preto       | 1 (2015)                                | 2 (2016 e 2018) | 1 (2017)              | 1 (2013)        | 5                      |
| Centro Olímpico | 1 (2013)                                | —               | 2 (2014 e 2015)       | —               | 3                      |
| Flamengo        | 1 (2016)                                | —               | 1 (2018)              | 1 (2019)        | 3                      |
| Santos          | 1 (2017)                                | —               | 1 (2023)              | —               | 2                      |
| Kindermann      | —                                       | 2 (2014 e 2020) | 1 (2019)              | —               | 3                      |
| São José-SP     | —                                       | 2 (2013 e 2015) | —                     | 1 (2016)        | 3                      |
| Palmeiras       | —                                       | 1 (2021)        | 1 (2022)              | 2 (2020 e 2024) | 4                      |
| São Paulo       | —                                       | 1 (2024)        | 1 (2020)              | 2 (2022 e 2023) | 4                      |
| Internacional   | —                                       | 1 (2022)        | —                     | 1 (2021)        | 2                      |
| Foz Cataratas   | —                                       | —               | 1 (2013)              | —               | 1                      |
| Botafogo        | —                                       | —               | —                     | 1 (2014)        | 1                      |
| Tiradentes-PI   | —                                       | —               | —                     | 1 (2015)        | 1                      |
| Iranduba        | —                                       | —               | —                     | 1 (2017)        | 1                      |

| Cidade                | Títulos | Equipes                               |
| --------------------- | ------- | ------------------------------------- |
| São Paulo             | 7       | Corinthians (6) e Centro Olímpico (1) |
| Araraquara            | 2       | Ferroviária (2)                       |
| São José do Rio Preto | 1       | Rio Preto (1)                         |
| Rio de Janeiro        | 1       | Flamengo (1)                          |
| Santos                | 1       | Santos (1)                            |

| Estado            | Títulos | Vices | 3.º lugar | 4.º lugar |
| ----------------- | ------- | ----- | --------- | --------- |
| São Paulo         | 11      | 9     | 9         | 7         |
| Rio de Janeiro    | 1       |       | 1         | 2         |
| Santa Catarina    |         | 2     | 1         |           |
| Rio Grande do Sul |         | 1     |           | 1         |
| Paraná            |         |       | 1         |           |
| Amazonas          |         |       |           | 1         |
| Piauí             |         |       |           | 1         |

| Região       | Títulos | Vices | 3.º lugar | 4.º lugar |
| ------------ | ------- | ----- | --------- | --------- |
| Sudeste      | 12      | 9     | 10        | 9         |
| Sul          |         | 3     | 2         | 1         |
| Norte        |         |       |           | 1         |
| Nordeste     |         |       |           | 1         |
| Centro-Oeste |         |       |           |           |

| Pos. | Clube       | Ano  | J  | V  | E | D | %     |
| ---- | ----------- | ---- | -- | -- | - | - | ----- |
| 1.º  | Corinthians | 2020 | 21 | 18 | 2 | 1 | 88,9% |
| 1.º  | Corinthians | 2021 | 21 | 18 | 2 | 1 | 88,9% |
| 3.º  | Corinthians | 2023 | 21 | 17 | 2 | 2 | 84,1% |
| 3.º  | Corinthians | 2024 | 21 | 17 | 2 | 2 | 84,1% |
| 5.º  | Santos      | 2017 | 20 | 16 | 2 | 2 | 83,3% |
| 6.º  | Corinthians | 2018 | 20 | 15 | 4 | 1 | 81,6% |
| 7.º  | Ferroviária | 2014 | 14 | 10 | 4 | 0 | 80,9% |
| 8.º  | Corinthians | 2022 | 21 | 14 | 6 | 1 | 76,2% |

### Total de temporadas entre os quatro primeiros colocados
Durante as 10 edições do Campeonato Brasileiro de Futebol Feminino, realizadas entre 2013 e 2022, 15 equipes diferentes terminaram o torneio entre os quatro primeiros colocados.
 * Atualizado em 22 de setembro de 2024.
| Total G4      | Clubes          | Participações | 1º | 2º | 3º | 4º |
| ------------- | --------------- | ------------- | -- | -- | -- | -- |
| 8             | Corinthians     | 8             | 6  | 2  | 0  | 0  |
| 7             | Ferroviária     | 10            | 2  | 1  | 3  | 1  |
| 5             | Rio Preto       | 5             | 1  | 2  | 1  | 1  |
| 4             | São Paulo       | 4             | 0  | 1  | 1  | 2  |
| 4             | Palmeiras       | 4             | 0  | 1  | 0  | 3  |
| 3             | Centro Olímpico | 4             | 1  | 0  | 2  | 0  |
| 3             | Flamengo        | 9             | 1  | 0  | 1  | 1  |
| 3             | Kindermann      | 10            | 0  | 2  | 1  | 0  |
| 3             | São José-SP     | 10            | 0  | 2  | 0  | 1  |
| 2             | Santos          | 9             | 1  | 0  | 1  | 0  |
| 2             | Internacional   | 5             | 0  | 1  | 0  | 1  |
| 1             |                 |               |    |    |    |    |
| Foz Cataratas | 7               | 0             | 0  | 1  | 0  |    |
| Iranduba      | 8               | 0             | 0  | 0  | 1  |    |
| Tiradentes-PI | 3               | 0             | 0  | 0  | 1  |    |
| Botafogo      | 2               | 0             | 0  | 0  | 1  |    |

## Artilheiras

### Por edição
| Edição | Jogadora          | Clube           | Gols | Ref.   |
| ------ | ----------------- | --------------- | ---- | ------ |
| 2013   | Gabi Zanotti      | Centro Olímpico | 12   | [ 25 ] |
| 2014   | Raquel Fernandes  | Ferroviária     | 16   | [ 26 ] |
| 2015   | Gabi Nunes        | Centro Olímpico | 14   | [ 27 ] |
| 2016   | Millene Fernandes | Rio Preto       | 10   | [ 28 ] |
| 2017   | Soledad Jaimes    | Santos          | 18   | [ 29 ] |
| 2018   | Danyelle          | Flamengo        | 15   | [ 30 ] |
| 2019   | Millene Fernandes | Corinthians     | 19   | [ 31 ] |
| 2020   | Carla Nunes       | Palmeiras       | 12   | [ 32 ] |
| 2021   | Bia Zaneratto     | Palmeiras       | 13   | [ 33 ] |
| 2022   | Cristiane         | Santos          | 13   | [ 34 ] |
| 2023   | Amanda Gutierres  | Palmeiras       | 13   | [ 35 ] |

### Clubes com mais artilharias
| Pos. | Clube           | Total |
| ---- | --------------- | ----- |
| 1    | Palmeiras       | 3     |
| 2    | Centro Olímpico | 2     |
| 2    | Santos          | 2     |
| 3    | Ferroviária     | 1     |
| 3    | Rio Preto       | 1     |
| 3    | Flamengo        | 1     |
| 3    | Corinthians     | 1     |

## Maiores goleadas
- Abaixo segue a lista das maiores goleadas da história do Brasileirão Feminino.

| Nº | Edição | Mandante        | Placar | Visitante           | Data                    | Ref.   |
| -- | ------ | --------------- | ------ | ------------------- | ----------------------- | ------ |
| 1  | 2014   | Ferroviária     | 16–1   | Pinheirense         | 16 de outubro de 2014   | [ 36 ] |
| 2  | 2023   | Corinthians     | 14–0   | Ceará               | 25 de fevereiro de 2023 | [ 37 ] |
| 3  | 2015   | Centro Olímpico | 13–0   | Duque de Caxias     | 20 de setembro de 2015  | [ 38 ] |
| 4  | 2023   | Palmeiras       | 11–0   | Ceará               | 1 de abril de 2023      | [ 39 ] |
| 5  | 2013   | Tiradentes-PI   | 11–1   | Viana               | 21 de setembro de 2013  | [ 40 ] |
| 6  | 2015   | São José-SP     | 10–0   | Mixto               | 16 de setembro de 2015  | [ 41 ] |
| 6  | 2015   | Tiradentes-PI   | 10–0   | Viana               | 23 de setembro de 2015  | [ 42 ] |
| 6  | 2017   | Corinthians     | 10–0   | São Francisco EC    | 31 de maio de 2017      | [ 43 ] |
| 6  | 2019   | Flamengo        | 10–0   | Vitória das Tabocas | 23 de março de 2019     | [ 44 ] |
| 6  | 2023   | Bahia           | 10–0   | Ceará               | 11 de março de 2023     | [ 45 ] |
| 7  | 2019   | Corinthians     | 9–0    | São Francisco EC    | 14 de julho de 2019     | [ 46 ] |
| 7  | 2019   | Santos          | 9–0    | Sport               | 13 de julho de 2019     | [ 47 ] |
| 7  | 2020   | Kindermann      | 9–0    | Audax               | 10 de setembro de 2020  | [ 48 ] |
| 7  | 2020   | Internacional   | 9–0    | Audax               | 11 de outubro de 2020   | [ 49 ] |
| 7  | 2023   | Palmeiras       | 9–0    | Real Ariquemes      | 26 de fevereiro de 2023 | [ 50 ] |
| 8  | 2014   | Sport           | 1–9    | São Francisco EC    | 25 de setembro de 2014  | [ 51 ] |
| 9  | 2014   | Avaí            | 0–8    | Botafogo            | 17 de setembro de 2014  | [ 52 ] |
| 9  | 2014   | Chapecoense     | 8–0    | Avaí                | 25 de setembro de 2014  | [ 53 ] |
| 9  | 2015   | Santos          | 8–0    | Botafogo-PB         | 4 de outubro de 2015    | [ 54 ] |
| 9  | 2018   | Corinthians     | 8–0    | Pinheirense         | 16 de maio de 2018      | [ 55 ] |
| 9  | 2018   | Sport           | 8–0    | Pinheirense         | 22 de maio de 2018      | [ 56 ] |
| 9  | 2019   | Santos          | 8–0    | São Francisco EC    | 27 de março de 2019     | [ 57 ] |
| 9  | 2021   | Palmeiras       | 8–0    | Napoli              | 20 de junho de 2021     | [ 58 ] |
| 9  | 2023   | Real Ariquemes  | 0–8    | Ferroviária         | 26 de março de 2023     | [ 59 ] |
| 9  | 2025   | Corinthians     | 8–0    | 3B da Amazônia      | 19 de abril de 2025     |        |